# جیویک‌لی (صائم بی‌لی)
جیویک‌لی (به ترکی استانبولی: Cıvıklı) یک منطقهٔ مسکونی در ترکیه است که در صائم‌بیلی واقع شده‌است.